# Банатская военная граница

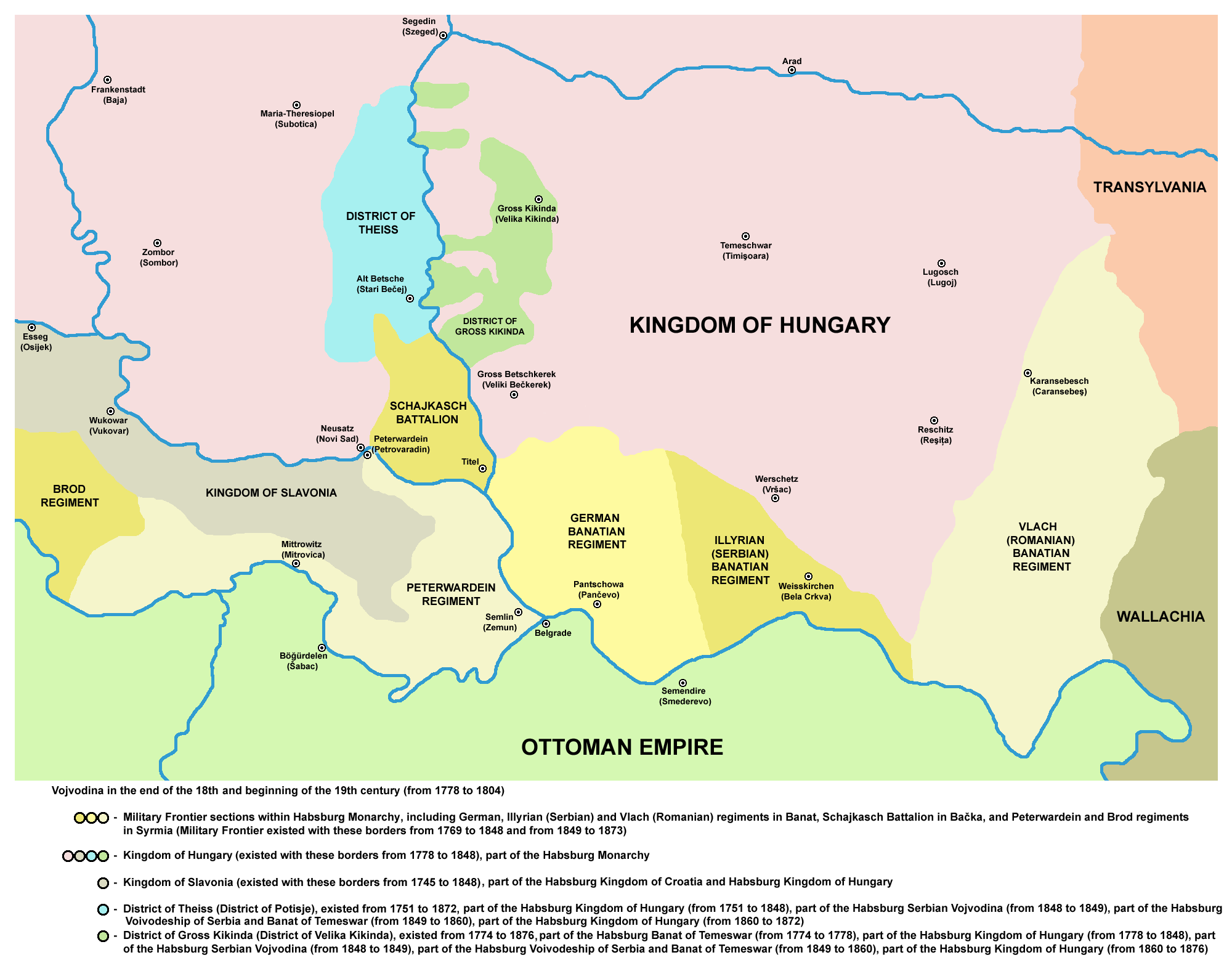
Карта Банатской Краины

Банатская военная граница (серб. Банатска војна крајина), также известная как Банатская Краина (серб. Банатска Крајина) — часть Военной границы в приграничной с Османской империей территорией, располагающася в Банате и Бачке. В настоящее время Банатская Краина поделена между Сербией и Румынией. Военная организация в этом районе была введена австрийскими властями в 1718 году. В 1751 году Мария Терезия демилитаризовала северную часть Банатской Краины, в то время как её южная часть входила в состав Военной Краины вплоть до её упразднения. Банатская Краина была поделена на три полка — немецкий, сербский и румынский. В её состав входили такие города как Панчево, Бела-Црква, Тител, Жабаль, Алибунар, Ковин и т. д.